# Царице Светог римског царства
Следи списак царица Светог римског царства са годинама владавине и супружником.

## Династија Каролинг
- Ерменгарда од Хесбаја (814—818) - Луј I Побожни
- Јудита Баварска (819—840) - Луј I Побожни
- Ерменгарда од Тура (840—851) - Лотар I
- Енгелберга од Парме (855—875) - Лудовик II
- Ричилда од Провансе (875—877) - Карло II Ћелави
- Ричардиса (881—888) - Карло III Дебели
- Агелтруда (891—894) - Гвидо Сполето
- Ота (896—899) - Арнулф Карантински
- Ана Цариградска (царица) (901—905) - Луј III Слепи
- Бертила од Сполета (915) - Беренгар Фурлански
- Ана од Провансе (924—930) - Беренгар Фурлански

## Отонска династија
- Аделаида од Италије (962—973) - Отон I
- Теофанија (973—983) - Отон II
- Кунигунда од Луксембурга (1014—1024) - Хенрик II

## Салијска династија
- Гизела Швапска (1027—1039) - Конрад II
- Агнеса од Поатјеа (1046—1056) - Хајнрих III
- Берта Савојска (1084—1087) - Хајнрих IV
- Еупраксија Кијевска (1089—1105) - Хајнрих IV
- Матилда од Енглеске (1114—1125) - Хајнрих V

## Суплинбургер
- Риченца од Нортхајма (1133—1137) - Лотар III

## Хоенштауфен династија
- Беатриче Бургундијска (1156—1184) - Фридрих Барбароса
- Констанца Сицилијанска (1191—1197) - Хајнрих VI

## Династија Велфа
- Беатриче Швапска (1212) - Отон IV
- Марија од Брабанта (1214—1215) - Отон IV

## Хоенштауфен династија
- Констанца Арагонска (1220) - Фридрих II
- Изабела II Јерусалимска (1225—1228) - Фридрих II
- Изабела Енглеска (1235—1237) - Фридрих II

## Династија Вителсбаха
- Маргарета II, грофица Еноа (1328—1347) - Лудвиг IV Баварски

## Династија Луксембурга
- Ана од Швидница (1355—1362) - Карло IV
- Елизабета од Помераније (1368—1378) - Карло IV
- Барбара Цељска (1433—1437) - Сигисмунд

## Хабзбуршка династија
- Елеонора Португалска (1452—1467) - Фридрих III
- Бјанка Марија Сфорца (1508—1510) - Максимилијан I
- Изабела Авиз (1530—1539) - Карло V
- Марија Хабзбуршка (1564—1576) - Максимилијан II
- Ана Тиролска (1612—1618) - Матија
- Елеонора Гонзага (1622—1637) - Фердинанд II
- Марија Ана Шпанска (1637—1646) - Фердинанд III
- Марија Леополдина Аустријска (1648—1649) - Фердинанд III
- Елеонора Гонзага од Мантове (1651—1657) - Фердинанд III
- Маргарета Тереза Шпанска (1666—1673) - Леополд I
- Клаудија Фелиција Аустријска (1673—1676) - Леополд I
- Елеонора-Магдалена Нојбуршка (1676—1705) - Леополд I
- Вилхелмина Амалија од Брауншвајг-Каленберга (1705—1711) - Јозеф I
- Елизабета Кристина од Брауншвајг-Волфенбитела (1711—1740) - Карло VI

## Династија Вителсбаха
- Марија Амалија Аустријска (1742—1745) - Карло VII Алберт

## Династија Хабзбург-Лотаринген
- Марија Терезија (1745—1765) - Франц I Стефан
- Марија Јозефа Баварска (1765—1767) - Јозеф II
- Марија Лујза Шпанска (1790—1792) - Леополд II
- Марија Терезија Каролина од Две Сицилије (1792—1806) - Франц II